# Kleidotoma gryphus
Kleidotoma gryphus is een vliesvleugelig insect uit de familie van de Figitidae. De wetenschappelijke naam van de soort is voor het eerst geldig gepubliceerd in 1862 door Thomson.